# Esad Babačić
Esad Babačić, slovenski pevec, pesnik, pisatelj, tekstopisec in novinar, * 21. julij 1965, Ljubljana.

## Življenje
Rojen je v družini s hrvaškim in bosanskim poreklom. Odraščal je v ljubljanskih Mostah in Vodmatu. Po končani osnovni šoli, ki jo je izdelal v večernem programu, se je zaposlil v pekarni. V najstniških letih je ustanovil odmevno novovalovsko-pank skupino Via Ofenziva, kjer je bil sam pevec in tekstopisec. Pozneje je na Filozofski fakulteti v Ljubljani študiral slovenščino in južnoslovanske jezike. Je novinar, pisec scenarijev in režiser. Igral je desetarja v filmu Outsider in nosilno stransko vlogo v filmu Zvenenje v glavi. Leta 1998 je posnel nagrajen dokumentarec na Festivalu neodvisnega filma in videa Kozara–Ljubljana–Kozara. Za pesem Donava je na Dunaju prejel mednarodno nagrado Hörbiger, v domovini pa nagrado Velenjica – čaša nesmrtnosti za vrhunski desetletni pesniški opus; nominiran je bil za Jenkovo in Veronikino nagrado, bil je slovenski avtor "v središču" festivala Vilenica 2019. Za zbirko esejev Veš, mašina, svoj dolg? (2020) je prejel Rožančevo nagrado. Uredil je Antologijo slovenske punk poezije z glavnim naslovom Zamenite mi glavo (2020).